# Cristiano dos Santos Rodrigues
Cristiano dos Santos Rodrigues, mais conhecido como Cristiano (Rio de Janeiro, 3 de junho de 1981), é um ex-futebolista brasileiro que atuava como atacante.

## Carreira
Cristiano começou sua carreira nas categorias de base do clube holandês NAC Breda. Ele assinou o seu primeiro contrato profissional com o Breda, aos 16 anos. Cristiano obteve grande destaque, mesmo sem se tornar um grande goleador, teve quatro anos muito bem bem-sucedidos com o Breda, antes de se transferir para o Roda JC.
Os bons jogos que Cristiano fez com o Breda impressionaram o treinador do time do Roda Wiljan Vloet, que estava desesperado para trazer o brasileiro para o clube. Cristiano teve um momento de subastante sucesso com o Roda, com uma média de 0,34 gols por jogo em sua passagem de quatro anos.

### FC Basel
Depois de oito temporadas na Holanda, Cristiano buscou um novo desafio em um país estrangeiro e aproveitou a oportunidade para se juntar ao gigante suíço FC Basel. Sua estréia na equipe aconteceu em 10 de setembro de 2006, quando o Basel venceu o FC Zürich por 2 a 1 em casa, no St. Jakob-Park. Cristiano lutou para manter uma regularidade da equipe (embora tenha vencido a Copa da Suíça) e, no final, foi emprestado novamente para um time da Holanda, desta vez o Willem II. Seu período de empréstimo com o Willem II foi muito bem sucedido, marcando 5 gols em 12 jogos. No final da temporada de 2006-07, o Willem II comprou o jogador em definitivo.

### Willem II
Cristiano não conseguiu repetir o desempenho de seu período de empréstimo na temporada anterior. Por ser bem conhecido na Holanda, recebeu propostas de outros clubes holandeses mas, devido a ter um alto salário, teve que procurar outras opções fora do país.

### Adelaide United
Cristiano se mudou para a Austrália para atuar na A-League, defendendo o Adelaide United no início da temporada 2008-09. O Adelaide tinha perdido Nathan Burns e Bruce Djite no período de transferências e foram obrigados a procurar um atacante. Depois de marcar na sua estreia em um jogo de pré-temporada, Cristiano fez sua estréia na A-League com uma vitória por 1 a 0 sobre o Perth Glory. Cristiano foi muito bem em sua estréia, criando a jogada para o gol da vitória marcado por Travis Dodd.
Cristiano marcou seu primeiro gol oficial pelo Adelaide United na terceira rodada contra o Wellington Phoenix no Hindmarsh Stadium, na vitória por 3 a 0. Neste jogo acabou anotando dois gols. Depois de ajudar o Adelaide United a se tornar o primeiro clube australiano a chegar às semifinais de uma Liga dos Campeões da AFC, ele marcou dois gols na vitória dos Reds por 2 a 0 contra o Newcastle Jets.
Cristiano marcou seu quinto gol em sete jogos na A-League, no empate em 3 a 3 contra o Central Coast.[carece de fontes?] Cristiano marcou um gol no Copa do Mundo de Clubes da FIFA de 2008, foi na vitória por 1 a 0 sobre o Al-Ahly do Egito na disputa do quinto lugar. O belo gol de Cristiano foi eleito o gol do torneio.
Na grande final da A-League de 2008-09 contra o Melbourne Victory, Cristiano foi expulso de campo de maneira duvidosa, aos 10 minutos de jogo. No entanto, este cartão vermelho foi retirado de ser registro.
Após o Adelaide United ser eliminado na oitavas de final da Liga dos Campeões da AFC de 2010, Cristiano foi liberado do clube.

### Tarxien Rainbows
Durante a janela de transferências no verão de 2010-11, Cristiano assinou um contrato de dois anos, até 2011-12, com o clube Maltês Tarxien Rainbows, da Primeira Divisão. Ao final da temporada ele deixou o clube.

### White City
No dia 7 de junho de 2011 foi anunciado que Cristiano voltaria à Adelaide, para atuar no White City FC, time da liga semi-profissional National Premier Leagues South Australia. O seu objetivo era continuar atuando e tentar voltar ao seu ex-clube da A-League, Adelaide United.
Cristiano fez sua estréia pelo White City na derrota por 3 a 2 para o Enfield City. Também anotou um gol a partir de um cabeceio e depois foi expulso.

### Outros
Em janeiro de 2012, Cristiano jogou um ano e meio no CD Olimpia de Honduras. 
Desde meados de 2012 ele trabalha na Football Federation of South Australia (FFSA), onde está promovendo o futsal e aplicando clínicas desportivas nas escolas.

## Estatísticas
Atualizado em 1 de janeiro de 2009.
| Clube           | Temporada | Liga1 | Liga1 | Copa  | Copa | Internacional2 | Internacional2 | Total | Total |
| Clube           | Temporada | Jogos | Gols  | Jogos | Gols | Jogos          | Gols           | Jogos | Gols  |
| --------------- | --------- | ----- | ----- | ----- | ---- | -------------- | -------------- | ----- | ----- |
| NAC             | 1998–99   | 4     | 1     | 1     | 0    | 0              | 0              | 5     | 1     |
| NAC             | 1999–00   | 13    | 3     | 2     | 1    | 0              | 0              | 15    | 4     |
| NAC             | 2000–01   | 24    | 5     | 0     | 0    | 0              | 0              | 24    | 5     |
| NAC             | 2001–02   | 29    | 9     | 3     | 1    | 0              | 0              | 32    | 10    |
| NAC             | Total     | 70    | 18    | 6     | 2    | 0              | 0              | 76    | 20    |
| Roda JC         | 2002–03   | 25    | 6     | 2     | 0    | 0              | 0              | 27    | 6     |
| Roda JC         | 2003–04   | 28    | 9     | 2     | 2    | 0              | 0              | 30    | 11    |
| Roda JC         | 2004–05   | 16    | 6     | 1     | 0    | 0              | 0              | 17    | 6     |
| Roda JC         | 2005–06   | 30    | 13    | 3     | 1    | 0              | 0              | 33    | 14    |
| Roda JC         | Total     | 99    | 34    | 8     | 3    | 0              | 0              | 107   | 37    |
| Basel           | 2006–07   | 7     | 1     | 1     | 1    | 3              | 0              | 8     | 2     |
| Basel           | Total     | 7     | 1     | 1     | 1    | 3              | 0              | 11    | 2     |
| Willem II       | 2006–07   | 12    | 5     | 0     | 0    | 0              | 0              | 12    | 5     |
| Willem II       | 2007–08   | 13    | 1     | 2     | 0    | 0              | 0              | 15    | 1     |
| Willem II       | Total     | 25    | 6     | 2     | 0    | 0              | 0              | 27    | 6     |
| Adelaide United | 2008–09   | 25    | 8     | 3     | 2    | 9              | 2              | 37    | 12    |
| Adelaide United | 2009–10   | 24    | 3     | -     | -    | 0              | 0              | 24    | 3     |
| Adelaide United | Total     | 49    | 11    | 3     | 2    | 9              | 2              | 61    | 15    |
| Total           | Total     | 250   | 70    | 20    | 8    | 12             | 2              | 282   | 81    |

1 – inclui estatísticas da série final da A-League.

2 – inclui estatísticas da Copa do Mundo de Clubes da FIFA de 2008; Estatísticas da Liga dos Campeões da AFC estão incluídas na temporada que começa após a fase de grupos.